# Cubjac
Cubjac korábbi község Franciaországban, Dordogne megyében. Lakosainak száma 722 fő (2018. január 1.). Cubjac La Boissière-d’Ans községgel határos.
2017. január 1-jén La Boissière-d’Ans és Saint-Pantaly-d’Ans korábbi községgel egyesült és az így létrejött Cubjac-Auvézère-Val d’Ans új község része lett.

## Népesség
A település népességének változása:
| Lakosok száma | 723  | 727  | 1098 | 719  | 722  |
|               | 2013 | 2015 | 2016 | 2017 | 2018 |